# Stacja rozrządowa

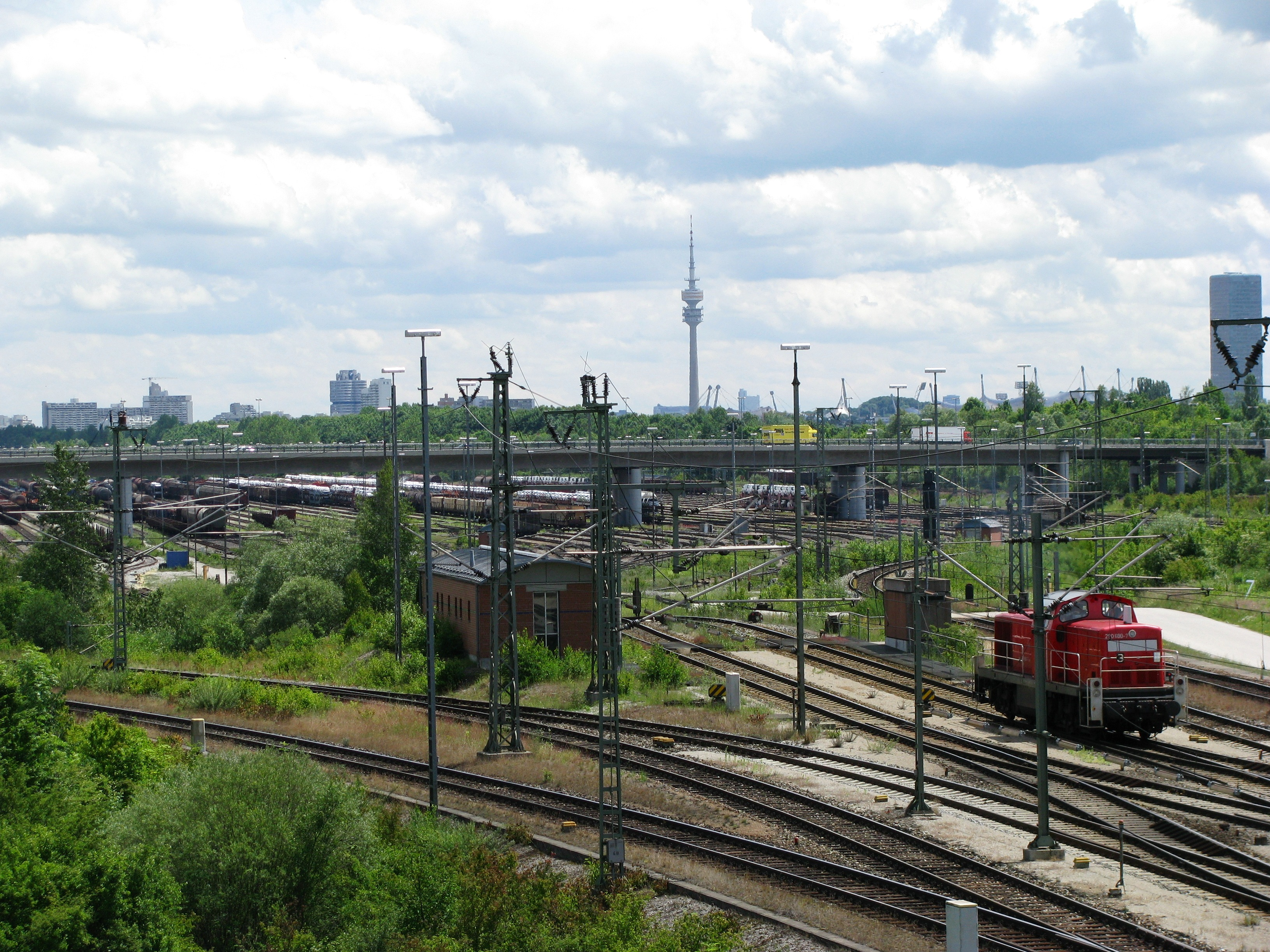
München Nord Rangierbahnhof

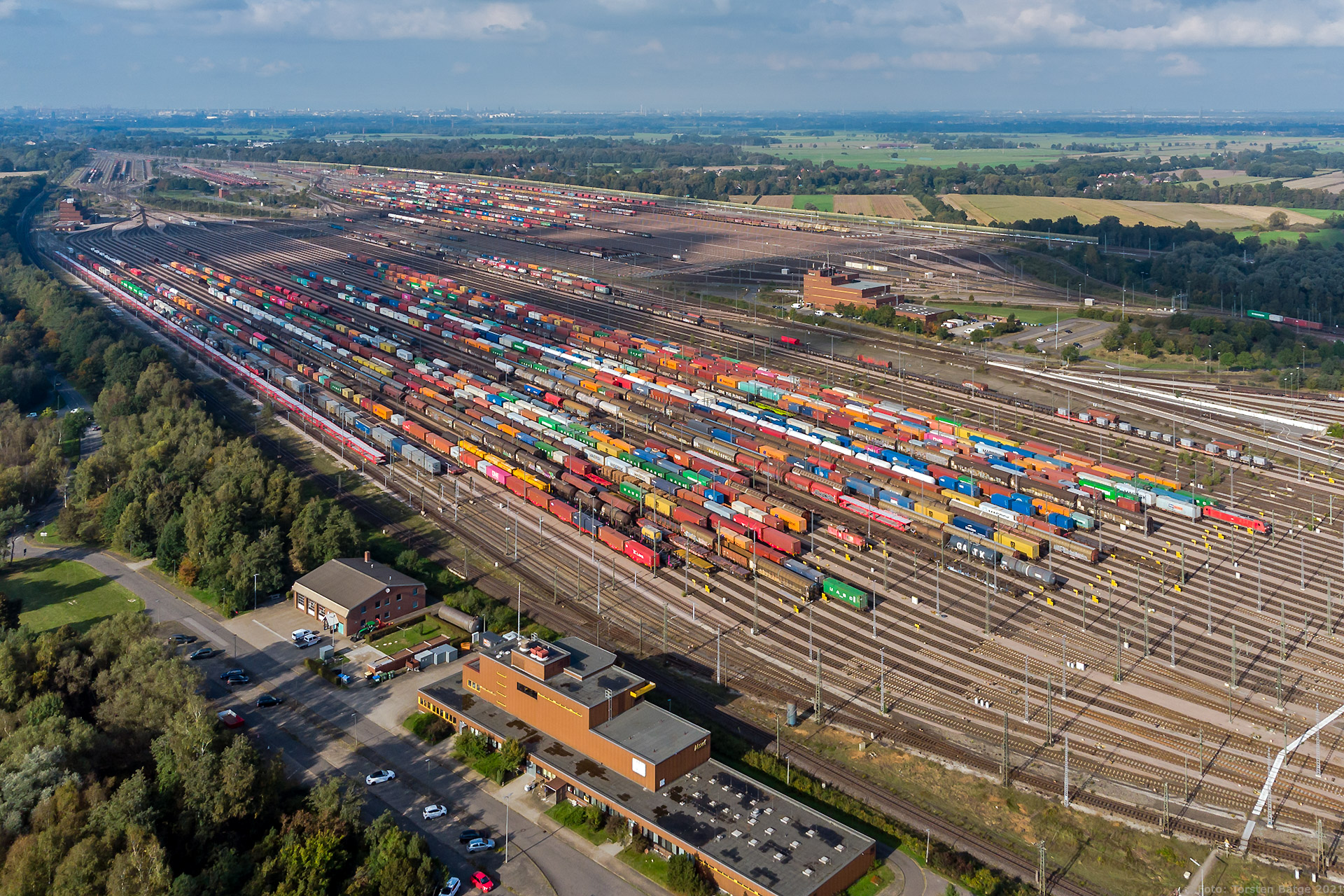
Maschen Rangierbahnhof koło Hamburga, największa stacja rozrządowa Europy

Stacja rozrządowa (SR) – stacja kolejowa wyposażona w urządzenia do rozrządu wagonów, w skład której wchodzą urządzenia umożliwiające zestawianie składów pociągów i wykonywanie manewrów.
Stacje rozrządowe powstają zwykle w miejscach dużego naładunku lub wyładunku wagonów: w okręgach przemysłowych, portach, dużych ośrodkach miejskich. W tych punktach zbiegają się duże potoki wagonów.

## Zadania stacji rozrządowych
- przyjęcie pociągów,
- przygotowanie składu do rozrządzania,
- rozrządzanie,
- gromadzenie wagonów poszczególnych relacji na torach kierunkowych,
- zestawianie ze zgromadzonych wagonów składów według relacji (planu zestawiania),
- przygotowanie pociągów do wyprawienia,
- wyprawienie pociągu na szlak.

## Rodzaje stacji rozrządowych
- stacja rozrządowa równiowa bez górki – stacja, na której rozrządzanie składów może odbywać się metodą odstawiania i odrzutów wagonów, bez wykorzystania górki rozrządowej,
- stacja rozrządowa równiowa z górką – stacja, na której wagony do rozrządzania są pchane przez lokomotywę manewrową na sztuczną górkę, natomiast z górki wagony zjeżdżają na odpowiednie tory kierunkowe poprzez działanie siły grawitacji,
- stacja rozrządowa pochylniowa – ten typ występuje rzadko ze względu na trudność uformowania terenu stacji w całości na pochylni. Całość cyklu rozrządzania i zestawiania na stacji rozrządowej pochylniowej wykonywana jest z użyciem siły grawitacji.

Rodzaje stacji ze względu na kierunek pracy:
- stacje jednokierunkowe – praca rozrządzania wagonów przybywających ze wszystkich kierunków odbywa się po jednym zespole torów: przyjazdowych, kierunkowych, porządkowych i odjazdowych,
- stacje dwukierunkowe – praca rozrządzania wagonów przybywających ze wszystkich kierunków odbywa się w dwóch zespołach torów: przyjazdowych, kierunkowych, porządkowych i odjazdowych,

Rodzaje stacji ze względu na układ grup torów:
- stacje z podłużnym układem grup torów, gdzie grupa torów przyjazdowych, kierunkowych i odjazdowych ustawione są jedne za drugimi,
- stacje z poprzecznym układem grup torów, gdzie grupa torów przyjazdowych, kierunkowych i odjazdowych ustawione są równolegle do siebie,
- stacje z kombinowanym układem grup torów, gdzie występuje układ podłużno-poprzeczny.

## Elementy stacji rozrządowej
- Tory przyjazdowe, na których skład przybywającego pociągu zostaje przyjęty od drużyny pociągowej i przygotowany do rozrządzania.
- Tory kierunkowe (rozrządowe), na których rozstawia się wagony odpowiednio do kierunku lub punktu dalszego przeznaczenia.
- Tory porządkowe, na których wagony podzielone na torach kierunkowych ustawia się we właściwej kolejności i zestawia się z nich skład nowego pociągu.
- Tory odjazdowe, na które wystawia się skład, poddaje się go oględzinom technicznym, spisuje się wagony, przekazuje drużynie konduktorskiej, przygotowuje do odjazdu i po podłączeniu lokomotywy oraz próbie hamulców wysyła w dalszą drogą.
- Tory przebiegowe łączące różne grupy torów ze sobą lub innymi punktami stacji, np. służą do przebiegu lokomotyw do lokomotywowni.
- Tory wyciągowe potrzebne do przestawiania wagonów z jednego toru na inny tor równoległy.
- Tory przeładunkowe używane w przypadkach, kiedy uszkodzony wagon lub jego ładunek nie może odbywać dalszej drogi i musi być poddany przeładunkowi.
- Tory naprawcze, na których mniejsze uszkodzenia usuwa się bez przeładowywania ładunku wagonu.

## Infrastruktura stacji rozrządowej
Na stacjach rozrządowych znajdują się minimum trzy posterunki techniczne (nastawnie). Grupę torów przyjazdowych obsługuje nastawnia dysponująca nr 1 przyjmująca pociągi ze szlaku; tory górki rozrządowej oraz tory kierunkowe obsługuje nastawnia rozrządowa (manewrowa), natomiast grupę torów odjazdowych obsługuje nastawnia dysponująca nr 2 wyprawiająca pociągi na szlak. Nastawnia rozrządowa, oprócz nastawnicy, posiada również stanowisko do obsługi hamulców torowych.
Hamulce torowe są elementami zlokalizowanymi na torach zjazdowych górki rozrządowej i służą do spowalniania wagonów staczanych na tory kierunkowe do odpowiedniej prędkości.
Stacja rozrządowa powinna być wyposażona w sygnalizację świetlną, łączność telefoniczną i radiową oraz odpowiednie oświetlenie umożliwiające manewry w nocy.

## Stacje rozrządowe w Polsce
Według stanu na dzień 30.09.2020 w Polsce znajdują się następujące stacje rozrządowe:
Stacje zarządzane przez PKP PLK:
- Częstochowa Towarowa
- Dąbrowa Górnicza Towarowa
- Jaworzno Szczakowa
- Kielce Herbskie
- Łazy
- Łódź Olechów
- Kraków Nowa Huta
- Medyka
- Poznań Franowo
- Rybnik Towarowy
- Skarżysko-Kamienna
- Tarnowskie Góry
- Tarnów Filia
- Warszawa Praga
- Węgliniec
- Wrocław Brochów
- Zabrzeg Czarnolesie

Miejscowości, w których znajdują się stacje rozrządowe w zarządzie innych podmiotów:
- Małaszewicze (Cargotor sp. z o.o.)
- Piszczac (Cargotor sp. z o.o.)
- Kobylany (Cargotor sp. z o.o.)
- Chotyłów (Cargotor sp. z o.o.)
- Sławków (Euroterminal Sławków)
- Sosnowiec (CTL Maczki-Bór S.A.)